# Лучка (Свидњик)
Лучка (слч. Lúčka) насељено је мјесто са административним статусом сеоске општине (слч. obec) у округу Свидњик, у Прешовском крају, Словачка Република.

## Становништво
| Година:    | 1994. | 2004.    | 2014.   | 2024.   |
| ---------- | ----- | -------- | ------- | ------- |
| Број људи: | 477   | 531      | 519     | 507     |
| Разлика:   |       | +11,32 % | -2,25 % | -2,31 % |

| Година:    | 2023. | 2024.   |
| ---------- | ----- | ------- |
| Број људи: | 514   | 507     |
| Разлика:   |       | -1,36 % |

Према подацима о броју становника из 2024. године насеље је имало 507 становника.